# باتلاق زاپاتا
باتلاق زاپاتا (به اسپانیایی: Ciénaga de Zapata‎ , تلفظ اسپانیایی: [ˈsjenaɣa ðe saˈpata]) در شبه‌جزیره زاپاتا در استان ماتانزاس جنوبی کوبا، در شهرداری Ciénaga de Zapata واقع شده است. در کمتر از ۱۵۰ کیلومتر (۹۳ مایل) جنوب شرقی هاوانا قرار دارد. 

## گونه‌ها و حفظ

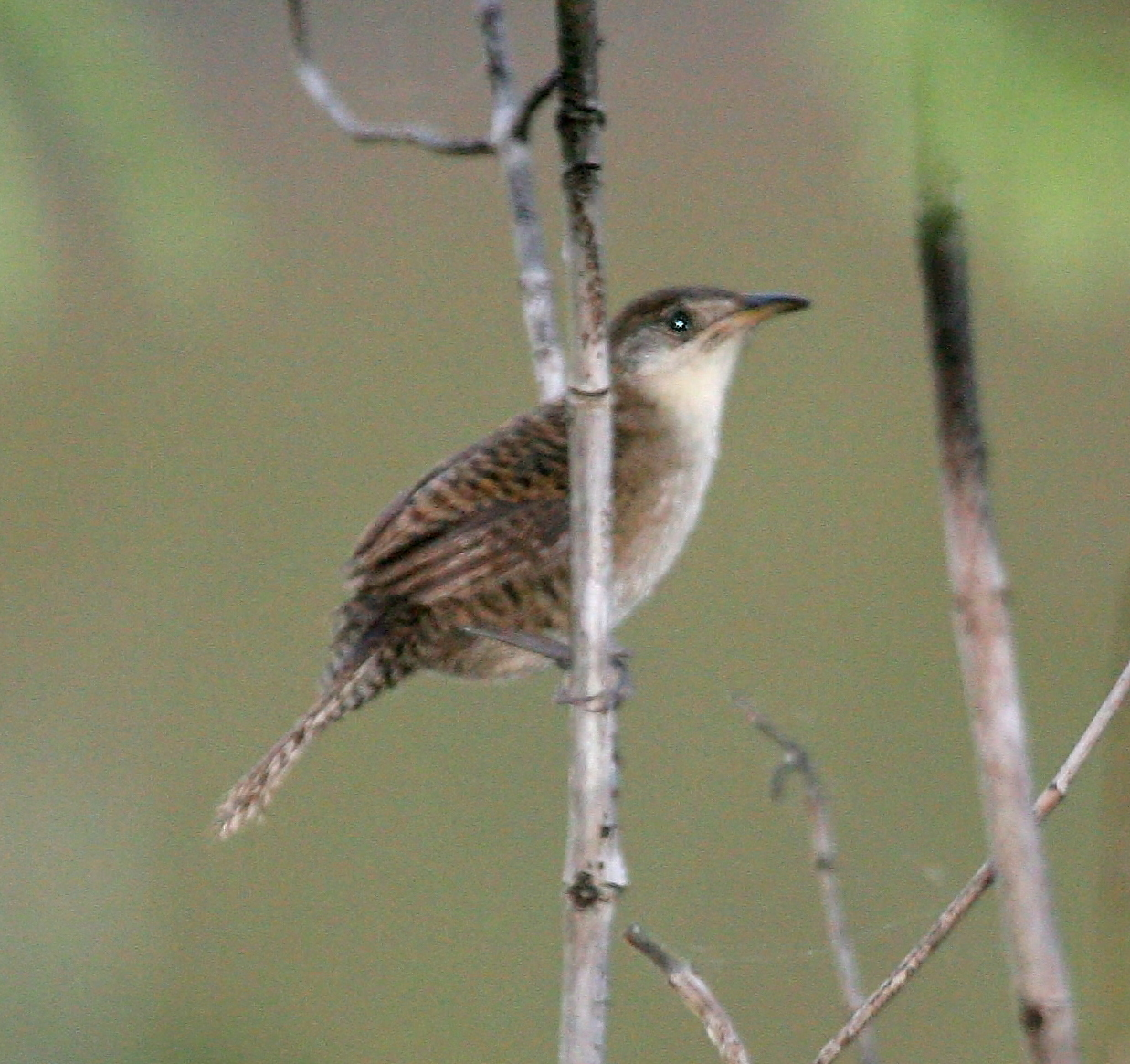
گونه‌های مختلف پرنده در زاپاتا

در باتلاق زاپاتا بیش از ۹۰۰ گونه گیاهی محلی، ۱۷۵ گونه از پرندگان، ۳۱ گونه خزندگان و بیش از ۱۰۰۰ گونه از بی‌مهرگان وجود دارد. برخی از برجسته‌ترین موارد آنمیک محلی در کوبا هستند. برای پرندگان، شامل الیکایی زاپاتا یلوه زاپاتا، و گنجشک زاپاتا است. باتلاق همچنین زیستگاه خاصی از مرغ پرزنبوری، کوچک‌ترین گونه پرنده روی کره زمین است.

## نگارخانه

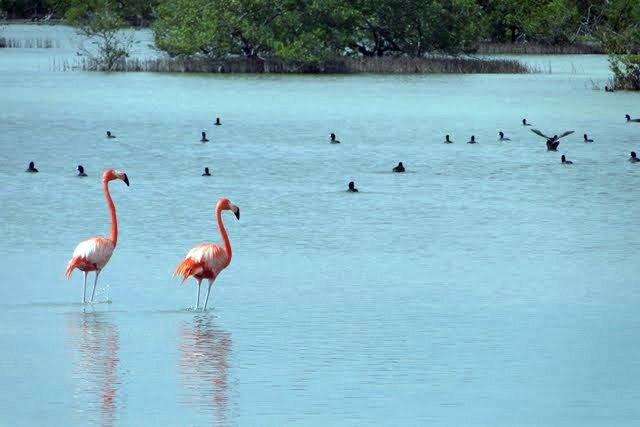
فلامینگوهای آمریکایی در زاپاتا
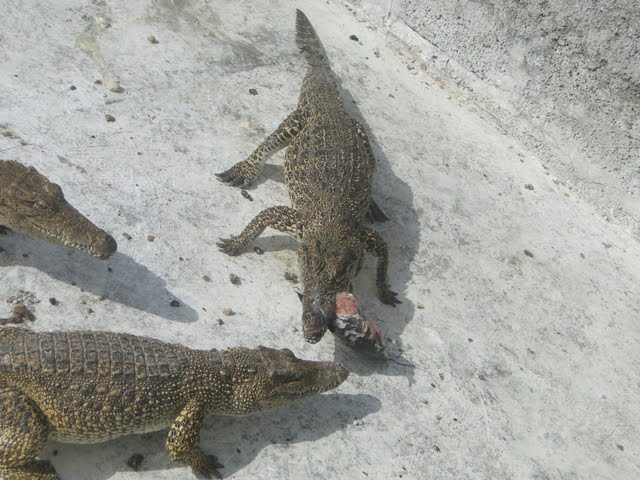
مزرعه تمساح در زاپاتا
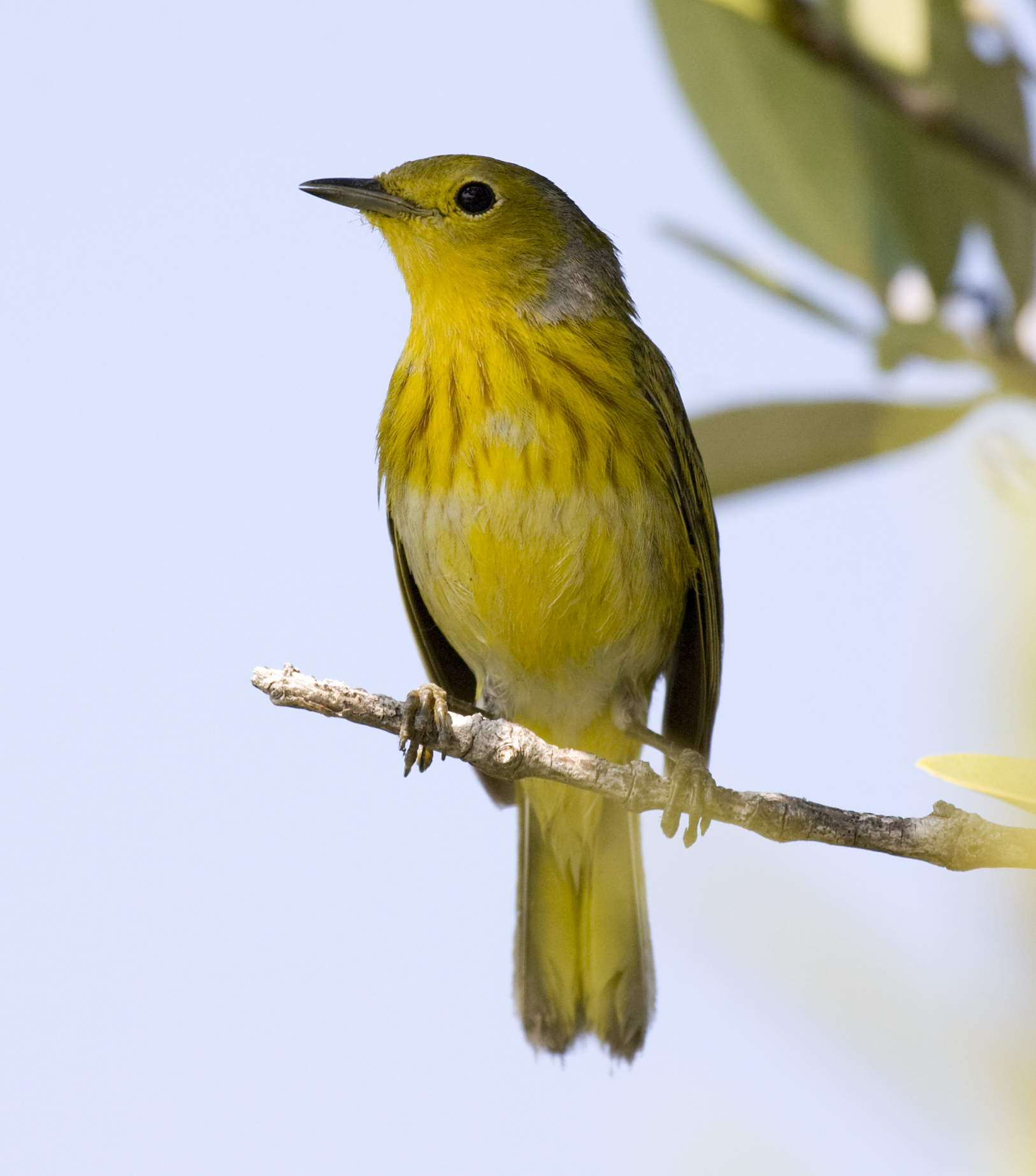
Warbler Yellow در زاپاتا
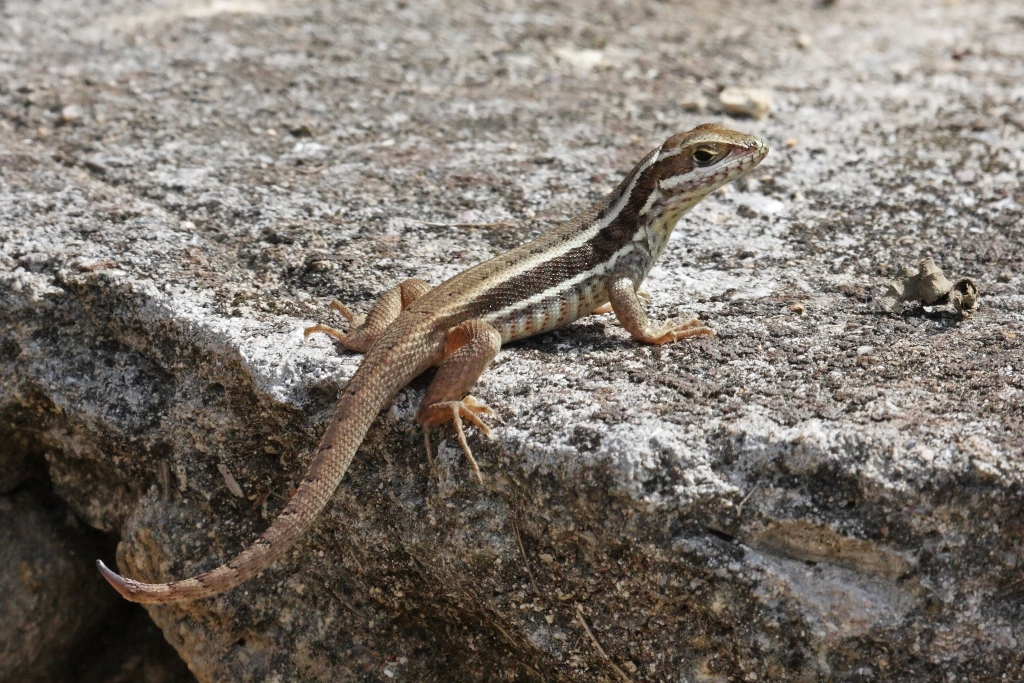
Curlytail قهوه ای قهوه ای در زاپاتا
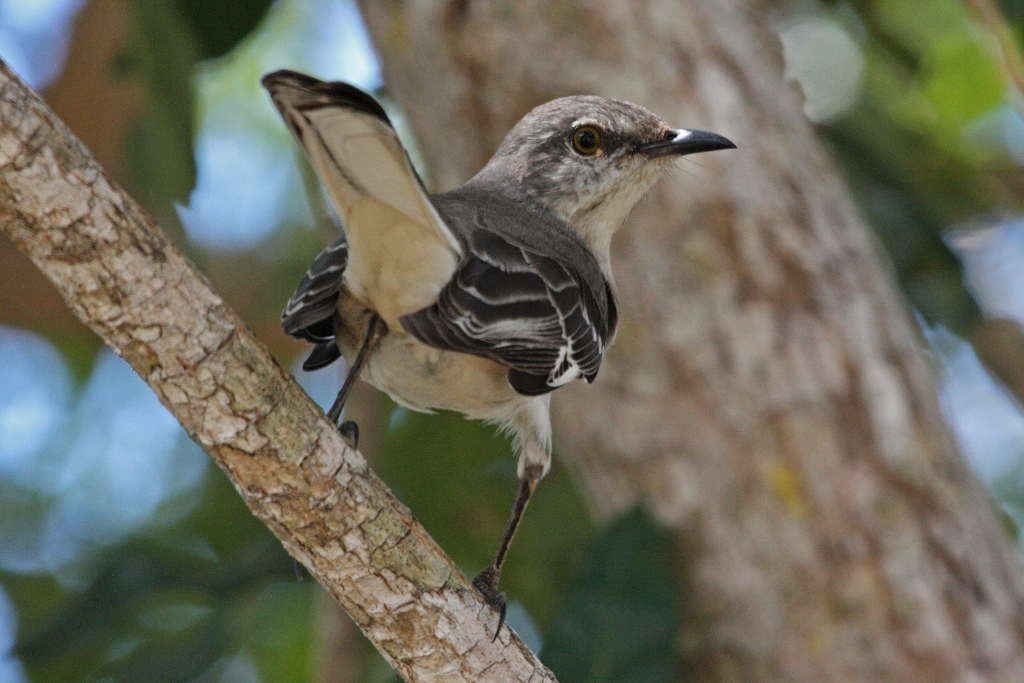
Mockingbird شمالی در زاپاتا
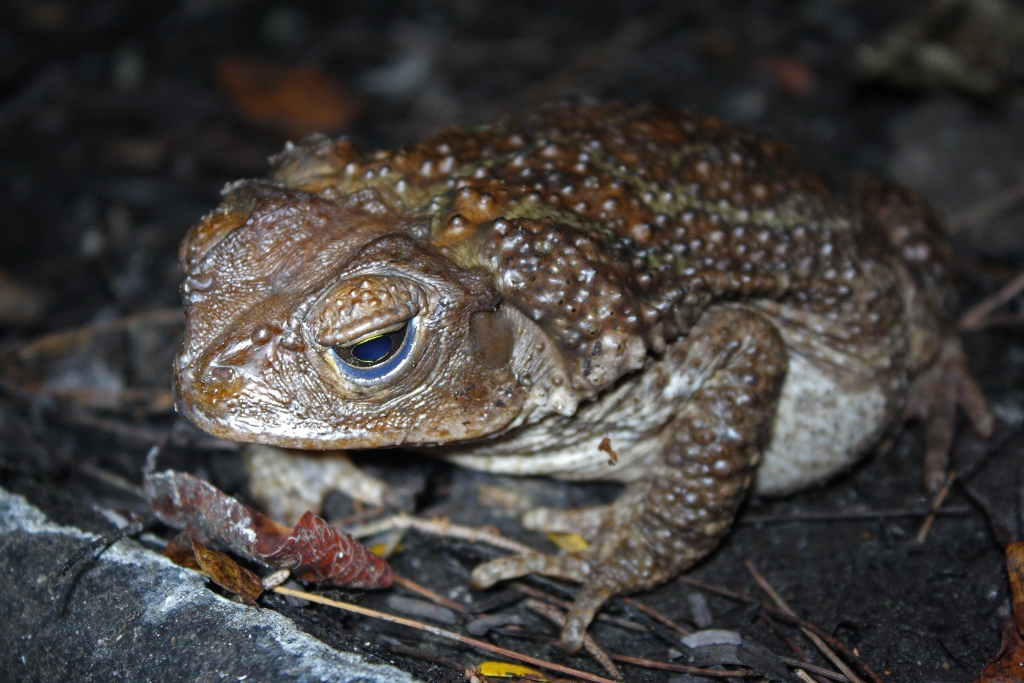
وزغ غول پیکر شرقی